# 游盾目
游盾目（学名：Nektaspida，也写做Nectaspia和Nectaspida）又稱娜罗虫目（学名：Naraoiida），是珀西·雷蒙德在1920年提出的一个已灭绝的节肢动物目级分类群，其分类地位尚不明确。该目的化石标本存在于从早寒武世到上志留世地层。2006年，发现于俄罗斯白海（埃迪卡拉纪）的Keretsia属也属于这一目，如果该分类方法成立，游盾目将成为迄今为止发现的生存年代最早的节肢动物。哈利·布莱莫·惠灵顿于1985年提出将该目置于三叶虫纲下。戈登和布朗迪于2000年将其置于一个新的包含三叶虫纲的“三叶虫演化支”中，并认识到游盾目与三叶虫纲的密切关系。然而，这种分类法需要包含一些外观近似三叶虫的属。它以前被归类为干群螯肢动物，然而它目前被认为属于类肢纲，这是一个包含了三叶虫类及其近亲的演化支。

## 下级分类
本科包括以下属：
- †鸸鹋虫科 Emucarididae
  - †鸸鹋虫属 Emucaris
  - †袋鼠岛虫属 Kangacaris
- †娜罗虫科 Naraoiidae
  - †周小姐虫属 Misszhouia
  - †娜罗虫属 Naraoia
  - ?†伪娜罗虫属 Pseudonaraoia[4]
- †利威虫科 Liwiidae
  - †利威虫属 Liwia
  - †扁头虫属 Soomaspis
  - †塔里科虫属 Tariccoia
- †布恩盾虫属 Buenaspis
- †盘龙虫属 Panlongia

## 命名历史
该命目最初由雷蒙德在1920年提出，称为Nectaspia。斯特默于1959年在《古无脊椎动物专论》（Treatise on Invertebrate Paleontology）中将其更正为Nectaspida，使它的格式符合其他三叶虫类的学名。惠廷顿在1985年将其拼写为Nektaspida，雷蒙德和福蒂于1997年修订的论文中使用了这种拼写，其它现代作品也一样。